# Ornithocercus
Genre de microalgues marines
Genre
Ornithocercus (Stein, 1883) est un genre de microalgues unicellulaires planctoniques appartenant aux dinoflagellés, évoluant dans les eaux océaniques tropicales, subtropicales et tempérées chaudes. Les espèces de ce genre sont particulièrement connues pour la relation symbiotique qu'elles entretiennent avec des cyanobactéries photosynthétiques,.

## Description morphologique
Les cellules d'Ornithocercus sont entourées d'une thèque, une paroi de cellulose qui présente des alvéolations irrégulières au niveau du corps cellulaire. La thèque présente deux sillons, dans lesquels les flagelles de la cellule viennent se loger. Le sillon vertical, appelé sulcus, abrite le flagelle qui permet à la cellule de se propulser vers l'avant. Le sillon horizontal, le cingulum, abrite un flagelle qui permet la rotation de la cellule.
Les traits morphologiques les plus remarquables du genre sont les excroissances de la thèque, présentes chez d'autres dinoflagellés mais dont les dimensions sont particulièrement imposantes chez Ornithocercus. En particulier, l'ailette gauche s'étend depuis le haut du sulcus jusque sous le corps cellulaire, formant une large membrane rigidifiée par des nervures. La forme de cette ailette, qualifiée de voile (sail) par certains auteurs, et la position des nervures permet de différencier certaines espèces d'Ornithocercus,.
La thèque d'Ornithocercus présente également des excroissances au sommet du corps cellulaire, au-dessus et en dessous du cingulum, appelées collerettes. Ces collerettes forment entre elles un espace relativement fermé, appelé chambre symbiotique, dans lequel viennent se loger les symbiontes cyanobactériens du dinoflagellé.

## Relation symbiotique
Ornithocercus est un genre de protistes hétérotrophes. Ces dinoflagellés n'ont pas la capacité de réaliser leur propre photosynthèse, mais vivent en association avec des symbiontes, appelées cyanobiontes ou phaeosomes, qu'ils abritent au sein de leur chambre symbiotique.

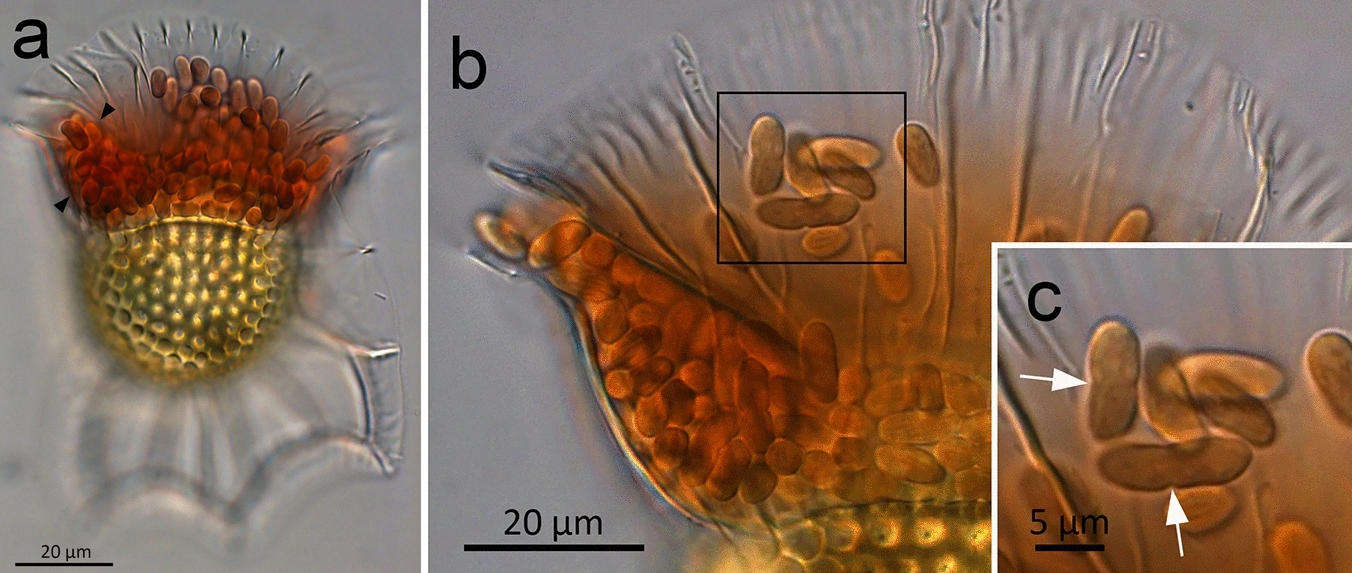
a - Ornithocercus magnificus et ses cyanobiontes. b - Zoom sur la chambre symbiotique. c - Cyanobiontes en division. Source: Kim et al., 2021

Les cyanobiontes d'Ornithocercus sont des cyanobactéries photosynthétiques, comme l'atteste la présence dans ces cellules de pigments photosynthétiques (phycoérythrine et chlorophylle a) et de l'enzyme Rubisco, indispensable à la photosynthèse. L'étude génétique des cyanobiontes montre que  bien que proches des cyanobactéries du genre Synechococcus, les cyanobiontes forment un groupe distinct des autres membres du genre et présentent un génome réduit, conséquence de l'adaptation au mode de vie symbiotique. De plus, l'étude des données de métagénomique de l'expédition Tara Océans a révélé que les cyanobiontes ne vivent pas "libres" comme les autres Synechococcus, mais sont trouvés systématiquement associés à leur hôte.
Bénéficiant de cette association, les cyanobiontes sont abrités dans la chambre symbiotique, qui leur offre un environnement stable et une protection vis-à-vis d'éventuels brouteurs. Le principal avantage qu'Ornithocercus tire de cette symbiose réside probablement dans la consommation de ses cyanobiontes par phagocytose, ce qui lui offre une source de matière organique. Ceci a amené certains auteurs à comparer Ornithocercus à un "fermier" du plancton, qui cultive ses "légumes" dans sa chambre symbiotique avant de les consommer.

## Écologie
Dans certains environnements côtiers, Ornithocercus et d'autres dinoflagellés symbiotiques semblent favorisés lors des périodes de stratification de la masse d'eau, lorsque des nutriments comme l'azote sont limitants dans la couche euphotique. Des observations similaires ont été réalisées à l'échelle de l'océan Indien, pour une étude lors de laquelle les dinoflagellés symbiotiques ont été observés en particulier dans des eaux chaudes (entre 20 et 30°C) et pauvres en nutriments. Dans ce même article, l'étude microscopique de cellules d'Ornithocercus a révélé la présence de vacuoles digestives contenant des restes de cyanobiontes ainsi que d'organismes eucaryotes. Cela semble indiquer que le dinoflagellé est capable de se nourrir non seulement de ses symbiontes mais également d'autres organismes planctoniques. L'association symbiotique avec des cyanobiontes pourrait donc représenter un avantage écologique pour la survie dans des milieux oligotrophes, comme notamment le centre des gyres océaniques subtropicaux.

## Réchauffement climatique
Une étude menée autour de la péninsule coréenne a montré la présence régulière d'Ornithocercus dans les eaux coréennes lors des dernières décennies, alors que le genre était auparavant rare dans la communauté phytoplanctonique de cette zone. Les auteurs de cette étude suggèrent que l'apparition d'espèces tropicales de dinoflagellés dont Ornithocercus serait associée à l'élévation de la température de l'eau due au réchauffement climatique mondial. Ornithocercus pourrait donc constituer un genre indicateur de la modification des communautés planctoniques dans les eaux tempérées dans les prochaines décennies, en lien avec le changement climatique.

## Liste d'espèces
---Note : la liste d'espèces présentée ici n'est pas exhaustive.---
- Ornithocercus heteroporus
- Ornithocercus magnificus
- Ornithocercus quadratus
- Ornithocercus splendidus